# Cryptoscatomaseter umbricollis
Cryptoscatomaseter umbricollis är en skalbaggsart som beskrevs av Henry Clinton Fall 1907. Cryptoscatomaseter umbricollis ingår i släktet Cryptoscatomaseter och familjen Aphodiidae. Inga underarter finns listade i Catalogue of Life.